# هنتنغتون للعلوم الصحية

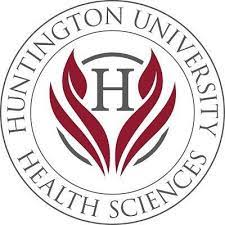

جامعة هنتنغتون للعلوم الصحية، المعروفة سابقًا باسم الأكاديمية الأمريكية للتغذية وكلية هنتنغتون للعلوم الصحية، هي مؤسسة تعليمية عليا هادفة للربح مقرها في نوكسفيل، تينيسي تقدم برامج في التغذية والصحة عبر التعليم عن بعد.

## التركيز الأولي
ينصب التركيز الأساسي للمؤسسة على توفير التعليم في مجال التغذية. يمنح درجة الزمالة في التغذية التطبيقية، ودرجة البكالوريوس والماجستير في التغذية، ودكتوراه في الرعاية الصحية المتكاملة مع خيارات للتركيز في التغذية السريرية، أو التركيز الشخصي. كما تقدم برامج الدبلوم في التغذية الشاملة وعلوم المكملات الغذائية والتغذية الرياضية وتغذية المرأة وإدارة الأعمال الصغيرة والتدريب الشخصي المتكامل.

## التاريخ والاعتماد
تأسست جامعة هنتنغتون للعلوم الصحية في عام 1985 باسم الأكاديمية الأمريكية للتغذية. وقد تم اعتمادها من قبل لجنة اعتماد التعليم عن بعد، رسمياً لجنة الاعتماد التابعة لمجلس التعليم والتدريب عن بعد، منذ عام 1989. في عام 2004 تم بيع المدرسة إلى جامعة هنتنغتون   في يعام 2005 غيرت اسمها إلى كلية هنتنغتون للعلوم الصحية. وفقاً للمؤسسة، فإن اسمها يكرم صموئيل هنتنغتون، رجل من ولاية كناتيكيت كان من بين الموقعين على إعلان الاستقلال. وفي عام 2015، تمت الموافقة على جامعة هنتنغتون للعلوم الصحية، كلية هنتنغتون، من قبل وزارة التعليم الأمريكية كمؤسسة من الدرجة الرابعة. نتيجة لذلك، يمكن للطلاب المؤهلين التقدم للحصول على التمويل الفيدرالي، بما في ذلك القروض الفيدرالية ومنح بيل.
غيرت المؤسسة اسمها من كلية هنتنغتون للعلوم الصحية إلى جامعة هنتنغتون للعلوم الصحية في عام 2018.

## أهداف الطالب
بالإضافة إلى توفير أساس قوي في التغذية والعلوم الأساسية، يوضح موقع جامعة هنتنغتون للعلوم الصحية أن التعلم عن بعد والدرجات العلمية عبر الإنترنت وبرامج الدبلوم تتضمن نطاقاً واسعاً من وجهات نظر الطب التكميلي والبديل المسؤولة - بهدف تزويد الطلاب بنهج جيد- وشامل للـتغذية والعلوم الصحية.

## أهلية\ استحقاق الخريجين للحصول على أوراق اعتماد مهنية
قد يكون الخريجون الذين نجحوا في إكمال برامج أكاديمية محددة في HUHS مؤهلين لإجراء اختبارات المجلس للحصول على أوراق اعتماد وطنية ومهنية معينة:
خريجو دبلومة HUHS في برنامج التغذية الرياضية (Dip.S.N.) مؤهلون لخوض امتحان المجلس الوطني للجمعية الدولية للتغذية الرياضية لأخصائي التغذية الرياضية.
خريجو جامعة HUHS's B.H.S، MS أو د. مؤهلون لاجتياز امتحان اختصاصي التغذية السريرية المعتمد من خلال مجلس اعتماد التغذية الإكلينيكية. المجلس عبارة عن وكالة اعتماد معفاة من الضرائب 501 (c) (3) غير ربحية توفر التدريب المهني والفحص والشهادة لمؤسسات الرعاية الصحية وبرامج الاعتماد المتخصصة وامتحانات الترخيص / الشهادة الحكومية.
خرّيجو أ.س. أو B.H.S. يفي برنامج الدرجة العلمية بمتطلبات Pathway II للأهلية للجلوس لمدير حمية معتمد، امتحان اعتماد متخصص في حماية الأغذية مقدم من جمعية مديري الأنظمة الغذائية.
خرّيجو جامعة HUHS's B.H.S. البرنامج مؤهل لاجتياز امتحان المجلس الوطني للجمعية الدولية للتغذية الرياضية لأخصائي التغذية الرياضية المعتمد، و /أو امتحان المجلس الوطني لشهادة تكوين الجسم.
خرّيجو جامعة HUHS's B.H.S. أو م. برامج التغذية مؤهلة للتقدم بطلب للحصول على عضوية على مستوى ممارس معتمد لدى الجمعية الطبية الأمريكية الشاملة، التي خدمت ودعمت الأطباء والممارسين الآخرين منذ تأسيسها في عام 1978. تقتصر العضوية على الممارسين الذين يخدمون العملاء عبر مجموعة واسعة من أساليب الرعاية الصحية الشاملة، بما في ذلك خريجي HUHS الذين ينوون العمل بشكل احترافي في التغذية السريرية.

## روابط خارجية
الموقع الرسمي